# 鈴の音バス

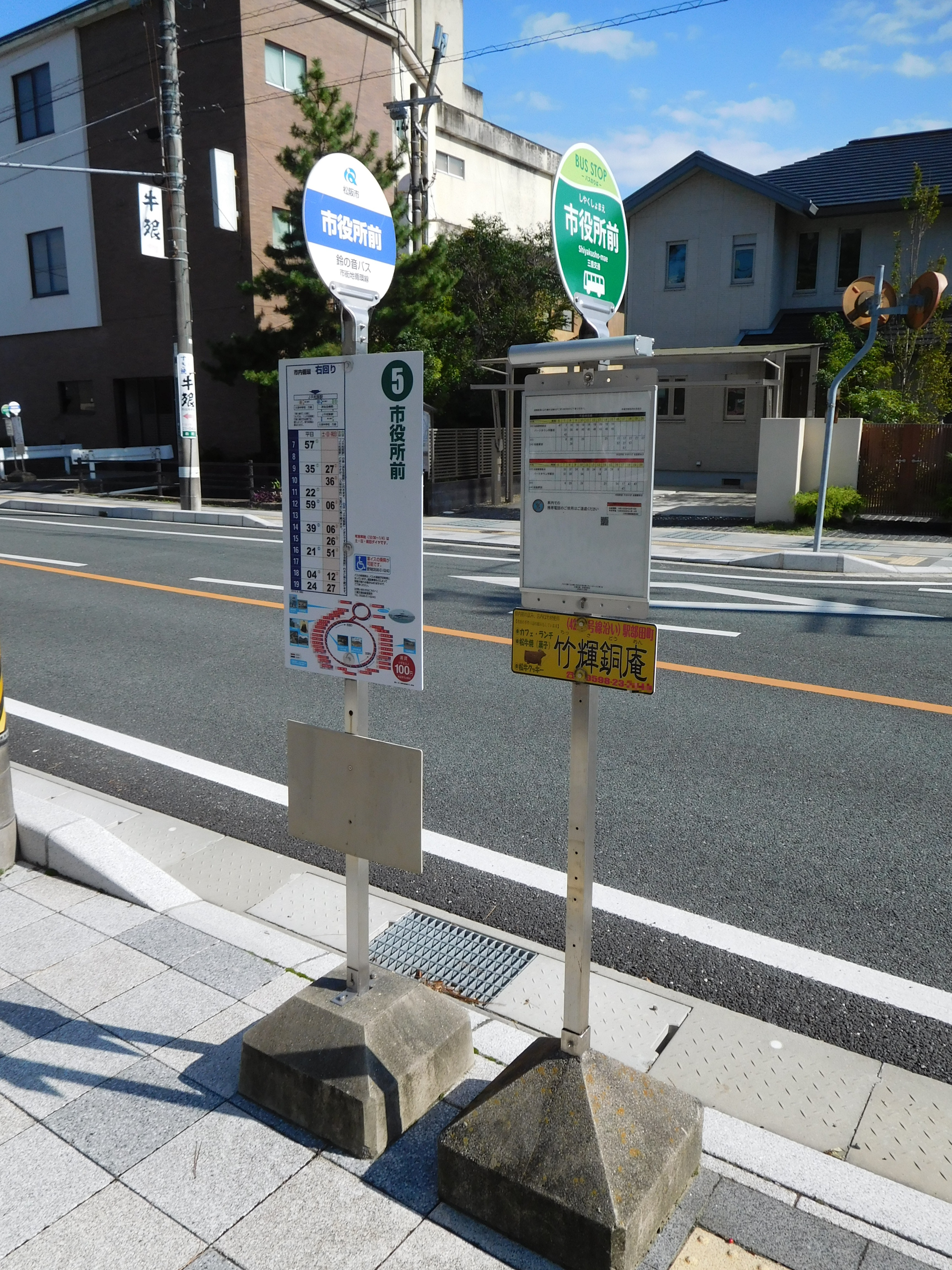
市役所前バス停（松阪市殿町）
左側が鈴の音バス（市街地循環線）、右側が三重交通のバス停

鈴の音バス（すずのねバス）は、三重県松阪市のコミュニティバスである。三重交通に委託して運行されている。

## 概要
2005年（平成17年）4月20日運行開始。2006年（平成18年）度の利用者数は約8.0万人、07年度は約9.0万人である。
2019年（平成31年）3月31日までの鈴の音バスは、市街地循環線の愛称であったが、同年4月1日より市街地循環線に加え、大口線・三雲松阪線（前身は空港アクセス・三雲松阪コミュニティバス）の2路線と新設の幸中央線（さいわいちゅうおうせん）を包括した4路線の愛称とすることになった。三重交通バスの交通系ICカード「エミカ（emica）」と全国交通系ICカードが利用できる。

## 現行路線
2024年（令和6年）4月1日改正時点。

### 市街地循環線
- JR松阪駅 - （近鉄松阪駅 - マックスバリュ中央店 - JR松阪駅） - 市役所前 - パワーセンター松阪 - ぎゅーとら大黒田店 - アドバンスモール松阪 - マックスバリュ学園前店 - 松阪競輪場前 - JR松阪駅（ - 近鉄松阪駅 - マックスバリュ中央店 - JR松阪駅）
  - 上記左→右が「左回り」（系統番号 M2）、左←右が「右回り」（系統番号 M1）。（）は一部便のみ運行する経路。

### 幸中央線
- 系統番号 M3 JR松阪駅 - 新町1丁目 - 松阪工業グランド前 - ぎゅーとら大黒田店 - アドバンスモール松阪

### 大口線
- 系統番号 M5 築港 -  松阪港 - 大口郵便局前 - 松阪警察署前 - （済生会病院） - 近鉄松阪駅 - （マックスバリュ中央店） - JR松阪駅
  - （）は一部便のみ運行する経路。

### 三雲松阪線
- 系統番号 M4 JR松阪駅 - イオンタウン松阪船江 - 松ヶ崎 - アピタ松阪三雲店 - 天白（回転場）

## 車両
- 日野・ポンチョ
- 日野・リエッセ
- いすゞ・エルガミオ